# Elektronsko poslovanje
Elektronsko poslovanje, v angleščini E-business, lahko zasledimo tudi besedo E-commerce. V angleškem žargonu E-commerce pomeni samo prodajo izdelkov na spletu ampak se v širšem pomenu besede vključuje tudi ostale ekonomske aktivnosti na spletu.
Elektronsko poslovanje je utemeljeno na elektronskem procesiranju in prenašanju podatkov interno in eksterno z uporabo medmrežja. Z drugimi besedami pomeni, da sklepamo posle v elektronski obliki z računalniško komunikacijskimi sistemi. Podjetja lahko na različne načine komunicirajo z dobavitelji in odjemalci. Obstaja tudi elektronsko poslovanje med različnimi podjetji in posamezniki (npr. elektronsko bančništvo), med posameznikom in različnimi državnimi ustanovami (npr. napoved dohodnine). Prehod podjetij na elektronsko poslovanje pomeni tudi krajši čas določenih operacij, pomeni pa tudi natančnejše in lažje dostopne informacije o stanju podjetja. 
Z razvojem računalniških omrežij in interneta se je širilo tudi elektronsko poslovanje. Hitrost tega poslovanja je nekajkrat večja od navadnega poslovanja.
E-poslovanje močno vpliva na naše vsakdanje življenje ter delovanje podjetij in vlade. Trgovanje oziroma e-poslovanje poteka na elektronskih tržnicah (ali tržnih prostorih) in v oskrbovalnih verigah, ki delujejo na internetu - spletu. Potrošniško usmerjeni trgi vključujejo velike spletne centre (kot je Amazon), družbene platforme med potrošniki (na primer eBay, Facebook Marketplace, Bolha, ...), večkanalne trgovce na drobno (kot je L. L. Bean) in več milijonov e-trgovcev na drobno. Alibaba in druga podjetja so ustvarila obsežne tržnice za poslovanje med podjetji. Tako imenovane gospodarske delitve omogočjo učinkovitejšo uporabo virov, tako kot Airbnb pri spletnem oddajanju zasebnih stanovanj. Skoraj takojšen dostop do storitev omogočajo platforme na zahtevo, na primer; prevoz in dostava (npr. Uber, Prevozi.org, Volt, Ehrana), računalniške in pomnilniške vire, ki jih zagotavljajo storitve v oblaku, ter zdravniške in pravne nasvete. Prišlo je do množične personalizacije blaga, ki se prodaja prek spleta in vse to je postalo normalen del našega vsakdana. Zdaj vidimo da v elektronski svet vstopajo še novih tehnologij kot je blokveriga, tehnologija za decentralizacijo in podlaga za elektronske valute (ali kriptovalute), kot je Bitcoin, so začele delovati kot sredstvo poravnave in vzpostavitev digitalnega zaupanja. Še en primer so digitalizirane dobavne verige, ki omogočajo podjetjem (kot je Dell), da se obkrožijo z dobavitelji, ki opravljajo večino proizvodnih nalog ter dobavljajo drugo blago in storitve osrednjemu podjetju pravočasno in z zadostnimi količinami. 

#### Elektronsko poslovanje v času COVID-19
Zaradi izbruha pandemije nove koronavirusne bolezni so bile mnoge države primorane sprejeti stroge ukrepe za zajezitev širjenja virusa. Več kot 100 držav širom sveta je do konca marca 2020 uvedla omejitve gibanja, kot tudi omejitve druženja iz združevanja ljudi. Države kot na primer Nemčija, Slovenija ali Velika Britanija so iz preventivnih razlogov izdala navodila državljanom naj ne zapuščajo domov v kolikor le-to ni nujno potrebno. Prav tako so odredili začasno zaprtje vseh trgovin, ki ne prodajajo za življenje nujnih dobrin. Vsi takšni in podobni ukrepi so povzročili nenadno in drastično rast elektronskega trgovanja, kjer je število obiskov spletnih strani preseglo 14.3 milijarde. Dane okoliščine so tako odločilno vplivale na pospešen razvoj takšne oblike trgovanja, saj je veliko trgovcev svoje moči usmerilo v trgovanje preko spleta, ker je bil fizični stik s strankami prepovedan. Statistika kaže, da je bil Amazon daleč najbolj obiskana platforma za elektronsko poslovanje zaradi obsega svoje ponudbe, medtem ko je drugo mesto zasedel eBay.
Okoliščine so ljudi prisilile k opravljanju večjih nakupov preko spleta, kar se je odrazilo v 146% rasti naročil podanih preko spleta. Le v ZDA in Kanadi je delež narasel za 129 %. Trend nakupovanja preko spleta bo predvidoma trajal še nekaj časa, saj si mnogi posamezniki še ne želijo kupovati v fizičnih trgovinah. Raziskava opravljena s strani podjetja Salesforce je pokazala, da se 36% vseh udeležencev (vzorec vzet iz različnih držav) ne namerava vrniti k nakupovanju v fizičnih trgovinah. Udeleženci iz ZDA prav tako pravijo, da opravljajo več nakupov preko spleta, kot so jih pred izbruhom pandemije COVID-19, dočim je 43 % vprašanih v Veliki Britaniji mnenja, da bodo nakupovanje po pandemiji opravljali na enak način kot pred njo.
Delež elektronskega poslovanja se je najbolj povečal v panogah kot so trgovine z živili, gospodinjskimi izdelki in zdravili. Po drugi strani pa so največji upad prihodkov beležili v restavracijah in pri potovalnih storitvah ter pri luksuznih dobrin in potovalnih pripomočkov (kovčki, torbe, ipd.). Pri spletnih trgovinah in dostavnih službah so v prvih dveh tednih razglašene epidemije zabeležili precejšen porast naročil. Kot so povedali pri enem izmed večjih spletnih trgovcev na Slovenskem (Mimovrste), opažajo kar podvojeno rast prodaje, predvsem naročil opreme za delo od doma, med drugim prodajo več igričarskih naprav, naprav za fitnes in higienskih pripomočkov. Družba Big Bang je prav tako opazila porast spletnih nakupov, toda žal ta ni mogla nadomestiti izpada prodaje na fizičnih lokacijah. Ker imajo že nekaj časa lastno dostavo, vnos in odvoz, jim epidemija ni predstavljala tako velikega problema, saj so morali prilagoditi le brezkontaktno in varno dostavo. Velika prednost Big Banga so tudi njihovi svetovalci, ki so se prestavili na spletno stran v pogovorno okno, kjer so na voljo strankam. Poleg neživilskih naročil, pa se je povečal tudi nakup živil, kar za 67 % in pa tudi dostava le teh na dom.
Z večanjem deleža elektronskega poslovanja, se veča tudi število problemov s katerimi se soočajo podjetja na ravni nabavnih verig, managementa, pomoči strankam in drugih oddelkov. Dobavne verige so oslabljene zaradi omejitev uvoza in izvoza za mnoge izdelke, kar veliko podjetjem povzroča težave pri pridobivanju dobrin in surovin za proizvodnjo. Negativne posledice so bile prav tako opažene pri dostavi pošiljk, saj se je čas dostave podaljšal zaradi večjih pritiskov na dostavne službe. Poleg tega pa je pandemija razkrila številne druge težave kot so prekomerno zvišanje cen, prevare, različni varnostni problemi, itd. Prav tako so se ustvarile velike razlike med državami in znotraj njih, saj so številna manjša podjetja imela težave pri prilaganju in izvedbi novega načina poslovanja.

#### Zgodovina elektronskega poslovanja
E-trgovanje oziroma e-poslovanje izhaja iz standarda prenosa poslovnih dokumentacij, kot na primer naročila ali računi med prodajalci in dobavitelji. E-poslovanje izvira že iz leta 1948-1949 v Nemčiji ko so v času Berlinskega zidu uporabljali sistem Telex. Mnogo drugih industrij se je zgledovalo po tem sistemu in prvi uradni standard so objavili leta 1975. Rezultat je bil med-računalniška izmenjava elektronskih podatkov (eng. EDI - Electronic Data Interchange). Sistem EDI je dovolj fleksibilen da je zmogel najbolj enostavne elektronske poslovne transakcije. Po letu 1990 se je elektronsko poslovanje začelo hitro razvijati po vsem svetu. S prihodom svetovnega interneta leta 1991 in prvega internetnega brskalnika leta 1993. Podjetja so ugotovila, da se marsikatera naloga lahko opravi hitreje in ceneje s pomočjo spleta. Svetovni svet jim je ponudil neskončno novih informacij in dostop do večjega števila potencialnih kupcev.
V elektronskem poslovanju so se razvile tri glavne oblike:
1. podjetje - potrošnik (B2C)
2. podjetje - podjetje (B2B)
3. Javna in državna uprava - podjetja in posamezniki